# Breuil-la-Réorte
Breuil-la-Réorte é uma comuna francesa localizada no departamento de Charente-Maritime na região administrativa da Nova Aquitânia, no sudoeste da França.